# John Fleck (attore)
Joe O'Connor (7 maggio 1951) è un attore statunitense.

## Carriera
Dal 1995 al 1997 è fra i protagonisti della serie poliziesca Murder One. Nel 2003 interpreta Gecko, l'uomo rettile, nella serie Carnivale.

## Filmografia parziale

### Cinema
- Slamdance - Il delitto di mezzanotte (Slam Dance), regia di Wayne Wang (1987)
- Velvet Buzzsaw, regia di Dan Gilroy (2019)

### Televisione
- Cin Cin - serie TV, episodio 5x17 (1987)
- Seinfeld - serie TV, episodio 2x08 (1991)
- Star Trek: The Next Generation - serie TV, episodio 4x24 (1991)
- Star Trek: Deep Space Nine - serie TV, episodi 2x01, 3x01, 7x16 (1993-1999)
- NYPD - New York Police Department - serie TV, episodio 1x07 (1993)
- Un medico fra gli orsi (Northern Exposure) - serie TV, episodio 5x18 (1994)
- Murder One - serie TV, 31 episodi (1995-1997)
- Jarod il camaleonte (The Pretender) - serie TV, episodio 2x05 (1997)
- Ally McBeal - serie TV, episodio 2x07 (1998)
- Star Trek: Voyager - serie TV, episodio 6x05 (1999)
- The Fearing Mind - serie TV, 13 episodi (2000-2001)
- Star Trek: Enterprise - serie TV, 7 episodi (2001-2004)
- The District - serie TV, episodio 2x03 (2001)
- Carnivàle - serie TV, 12 episodi (2003)
- The Closer - serie TV, episodio 1x07 (2005)
- Chuck - serie TV, episodio 1x02 (2007)
- Nip/Tuck - serie TV, episodio 5x16 (2009)
- Zeke & Luther - serie TV, episodio 1x10 (2009)
- Weeds - serie TV, 4 episodi (2010-2011)
- Bones - serie TV, episodio 6x05 (2010)
- Criminal Minds - serie TV, episodio 8x03 (2012)
- True Blood - serie TV, 5 episodi (2013)
- The Middle - serie TV, episodio 5x16 (2014)
- Jessie - serie TV, episodio 4x20 (2015)
- The Orville - serie TV, 3 episodi (2019-2022)

## Doppiatori italiani
Nelle versioni in italiano delle opere in cui ha recitato, Joe O'Connor è stato doppiato da:
- Eugenio Marinelli in Millennium, Murder One
- Sergio Graziani in Star Trek: The Next Generation
- Luca Biagini in Star Trek: Deep Space Nine (ep. 3x01)
- Guido Ruberto in Ally McBeal
- Stefano Mondini in Star Trek: Voyager
- Alberto Angrisano in Star Trek: Enterprise
- Franco Mannella in Carnivàle
- Michele D'Anca in The Closer
- Toni Garrani in Chuck
- Domenico Brioschi in Nip/Tuck
- Massimo Lodolo in Criminal Minds
- Enrico Di Troia in True Blood
- Mauro Gravina in The Middle
- Gerolamo Alchieri in Jessie
- Massimo Bitossi in The Orville